# Gnopharmia horhammeri
Gnopharmia horhammeri là một loài bướm đêm trong họ Geometridae.